# Porte de Namur (Villers-la-Ville)
Pour les articles homonymes, voir Porte de Namur (homonymie).
La Porte de Namur est une porte monumentale de style classique en ruines située à Villers-la-Ville, commune belge du Brabant wallon.
Elle constitue, avec la porte de Bruxelles, la porte de Nivelles, la chapelle Saint-Bernard, l'ancienne pharmacie, l'ancien moulin abbatial et la ferme de l'abbaye de Villers-la-Ville, un des principaux vestiges de l'abbaye de Villers situés en dehors du site proprement dit des ruines de l'abbaye.

## Localisation
La Porte de Namur se dresse à côté des ruines de l'abbaye de Villers, non loin du Syndicat d'Initiative.
Elle enjambe la rue de l'Abbaye (route N274) en direction de la chapelle Notre-Dame des Affligés et de Mellery.
À sa gauche se trouve le vignoble reconstitué de l'abbaye, constitué d'une série de terrasses aux murs de soutènement en schiste.

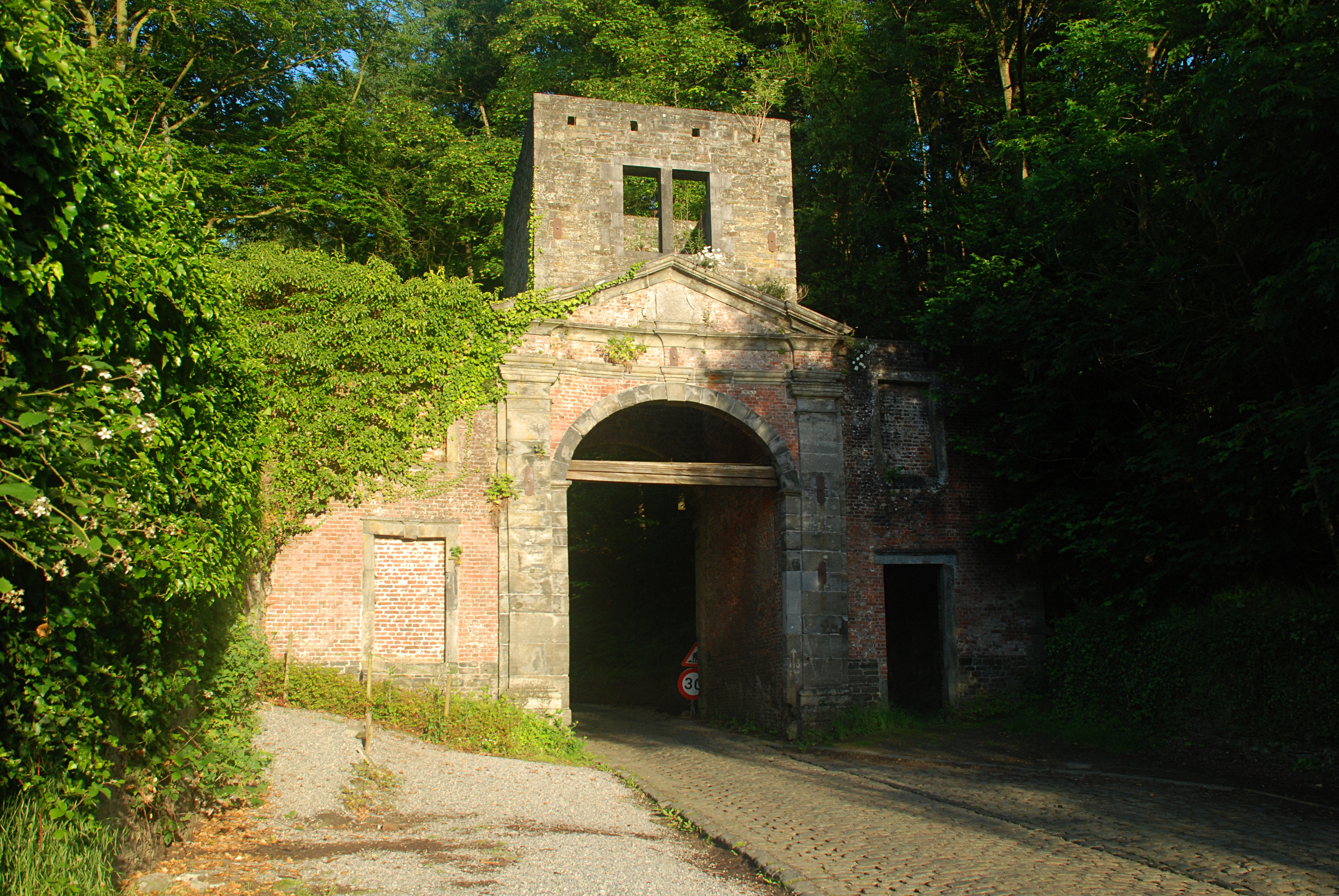
La rue de l'Abbaye et la Porte de Namur.

## Historique
La Porte de Namur est un vestige de l'enceinte de l'abbaye daté de 1725, et édifié sous l'abbatiat de Jacques Hache, 61e abbé de l'abbaye de 1716 à 1734,.

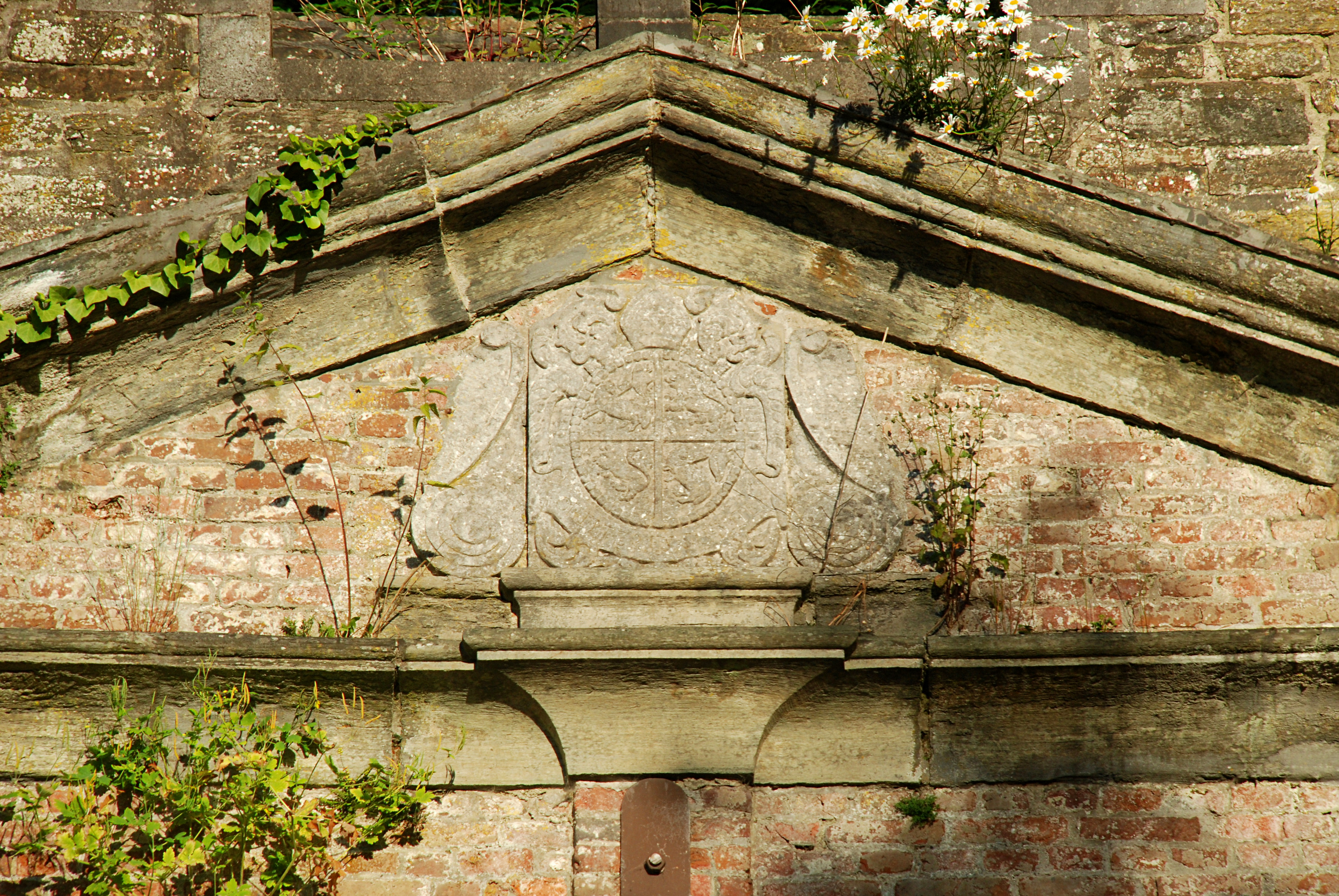
Le blason de Jacques Hache
abbé de l'Abbaye de 1716 à 1734.

## Architecture
L'édifice présente une façade tripartite édifiée en briques et pierre bleue.
La partie centrale de la façade abrite une haute porte cintrée à encadrement de pierre bleue, impostes et clé d'arc saillante portant le millésime de 1725.
La porte est encadrée de deux hauts pilastres dont les chapiteaux plats supportent un large entablement de briques rouges sommé d'un fronton triangulaire à décrochements portant le blason et la devise « Fortiter et Suaviter » (Force et clémence) de l'abbé Jacques Hache.
Le fronton est dominé par une petite tour carrée en pierre dépourvue de sa toiture et percée d'une fenêtre géminée aux piédroits harpés.
Les pans de façade situés de part et d'autre de la porte présentent, à gauche, une baie rectangulaire aveugle à encadrement de pierre dont le linteau est orné d'une clé et, à droite, une porte qui donne accès à l'intérieur en ruines de l'édifice.

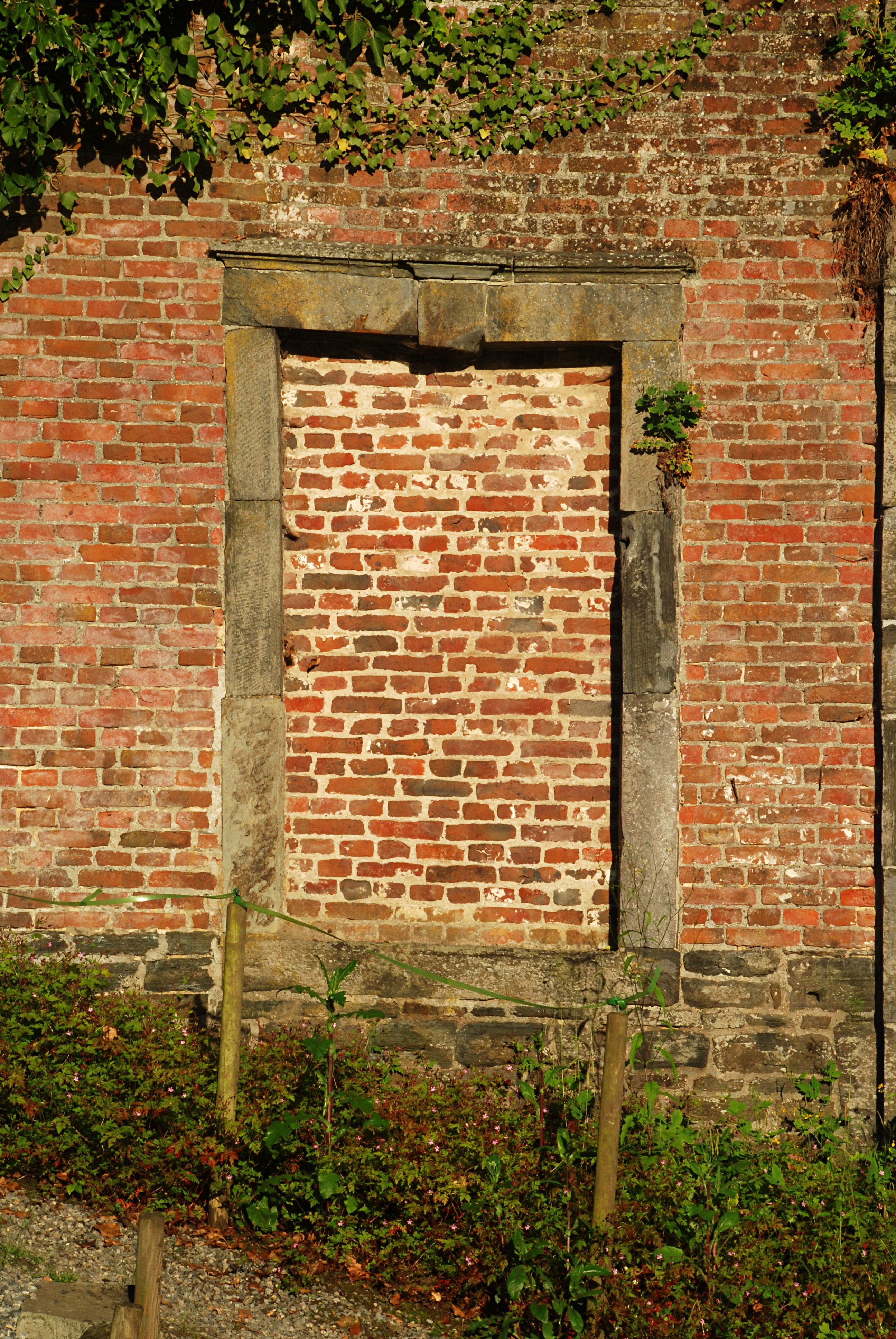
Baie aveugle.
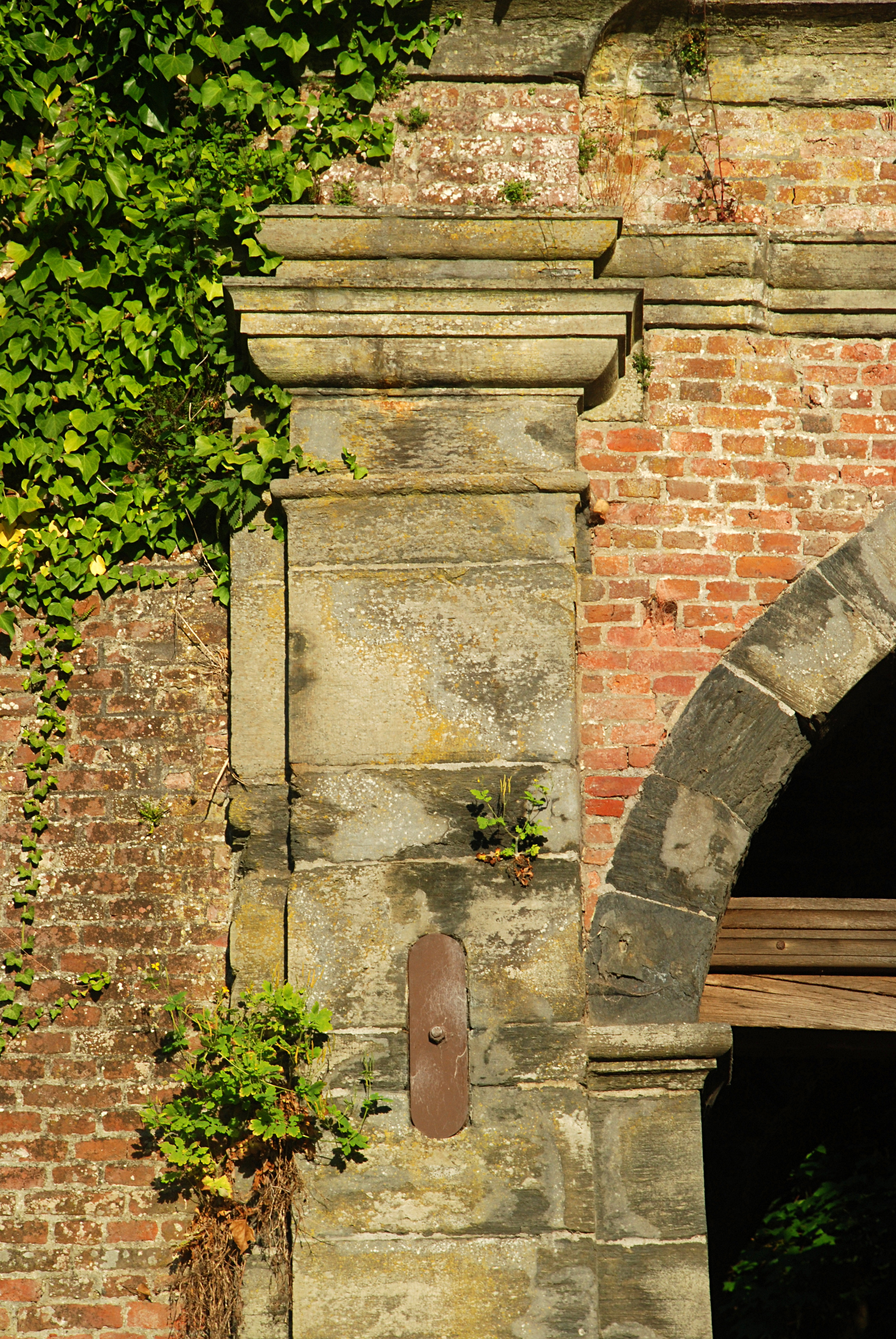
Pilastre.
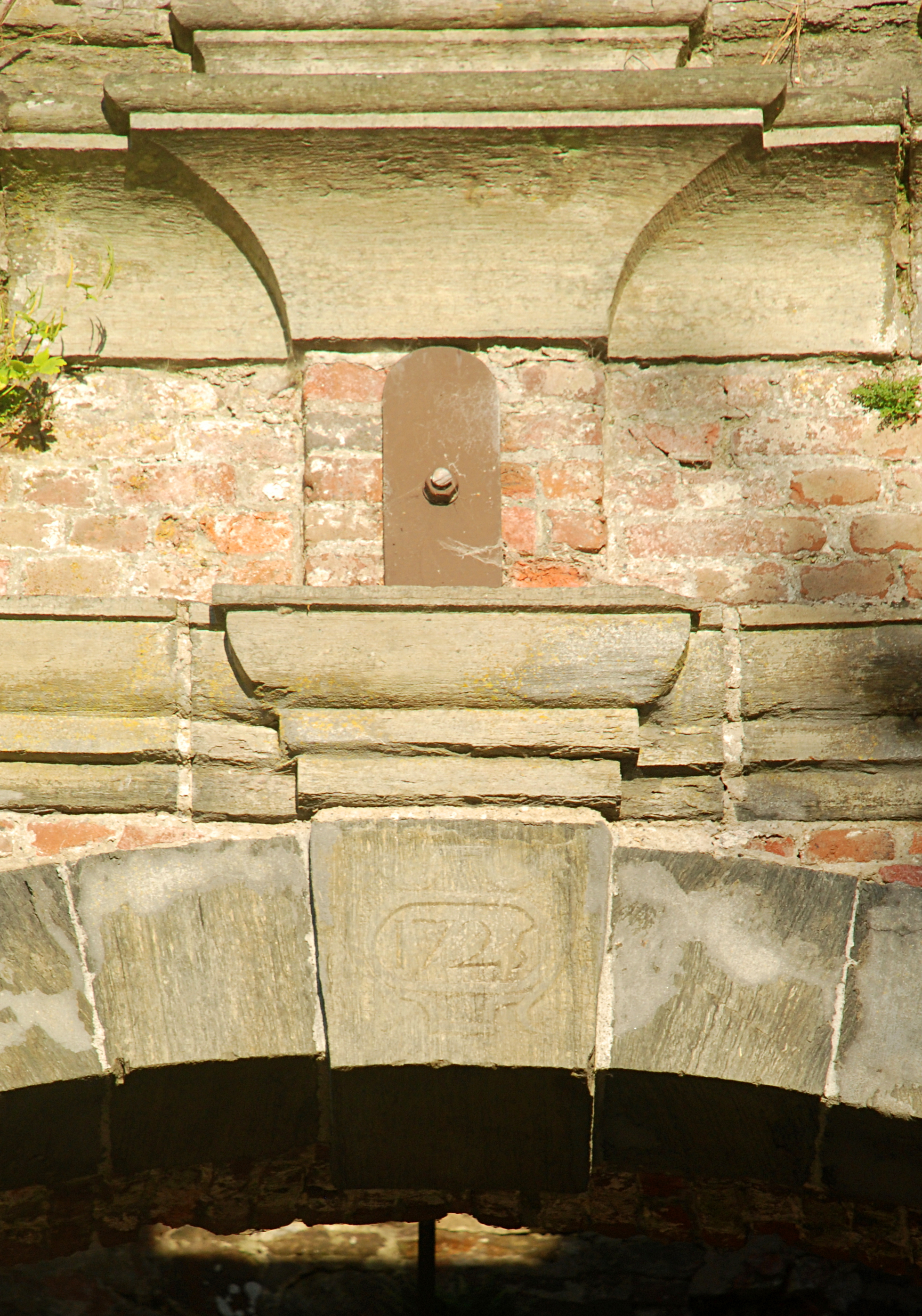
La clé d'arc millésimée 1725.
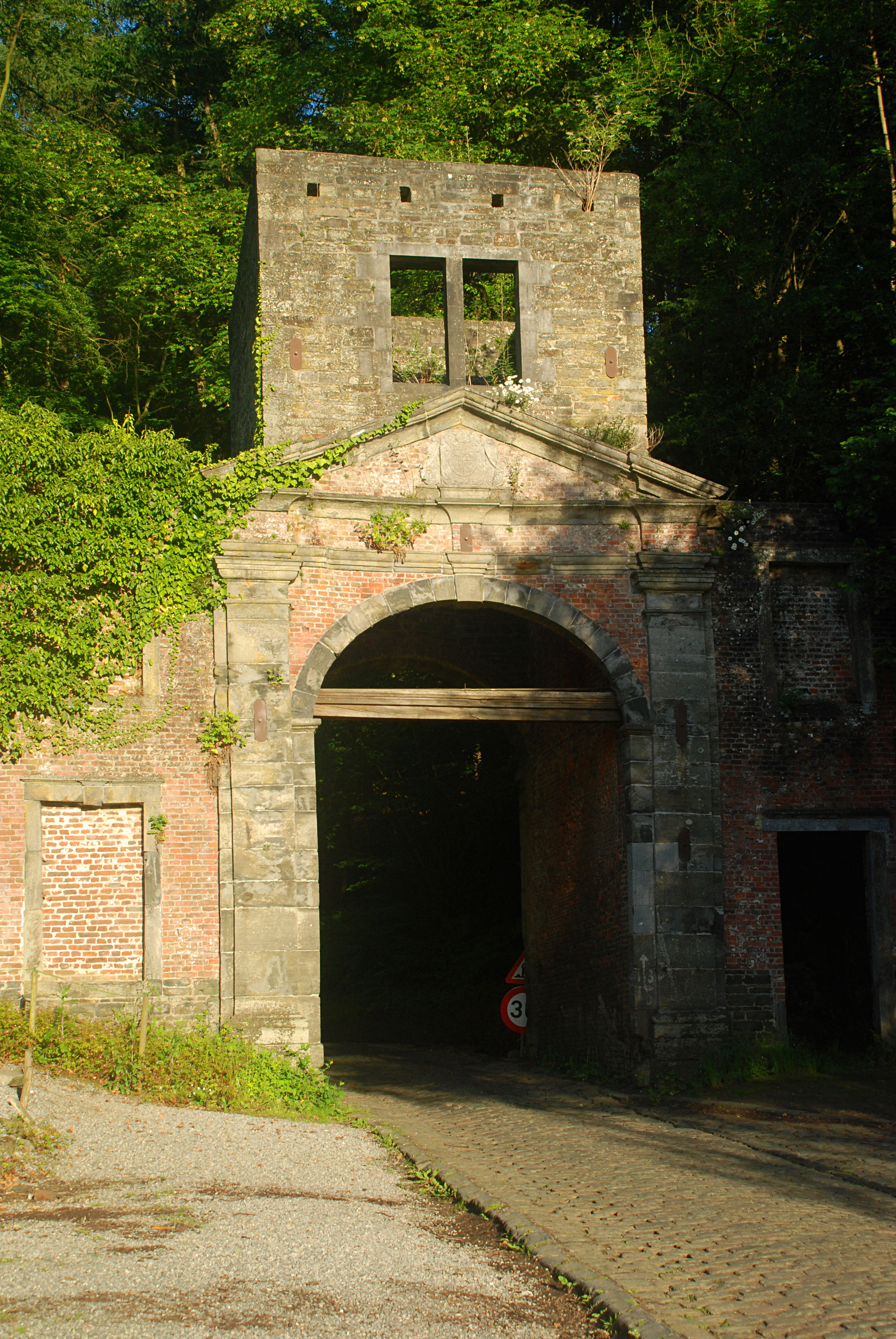
La porte.